# Pedro de Santa María de Ulloa

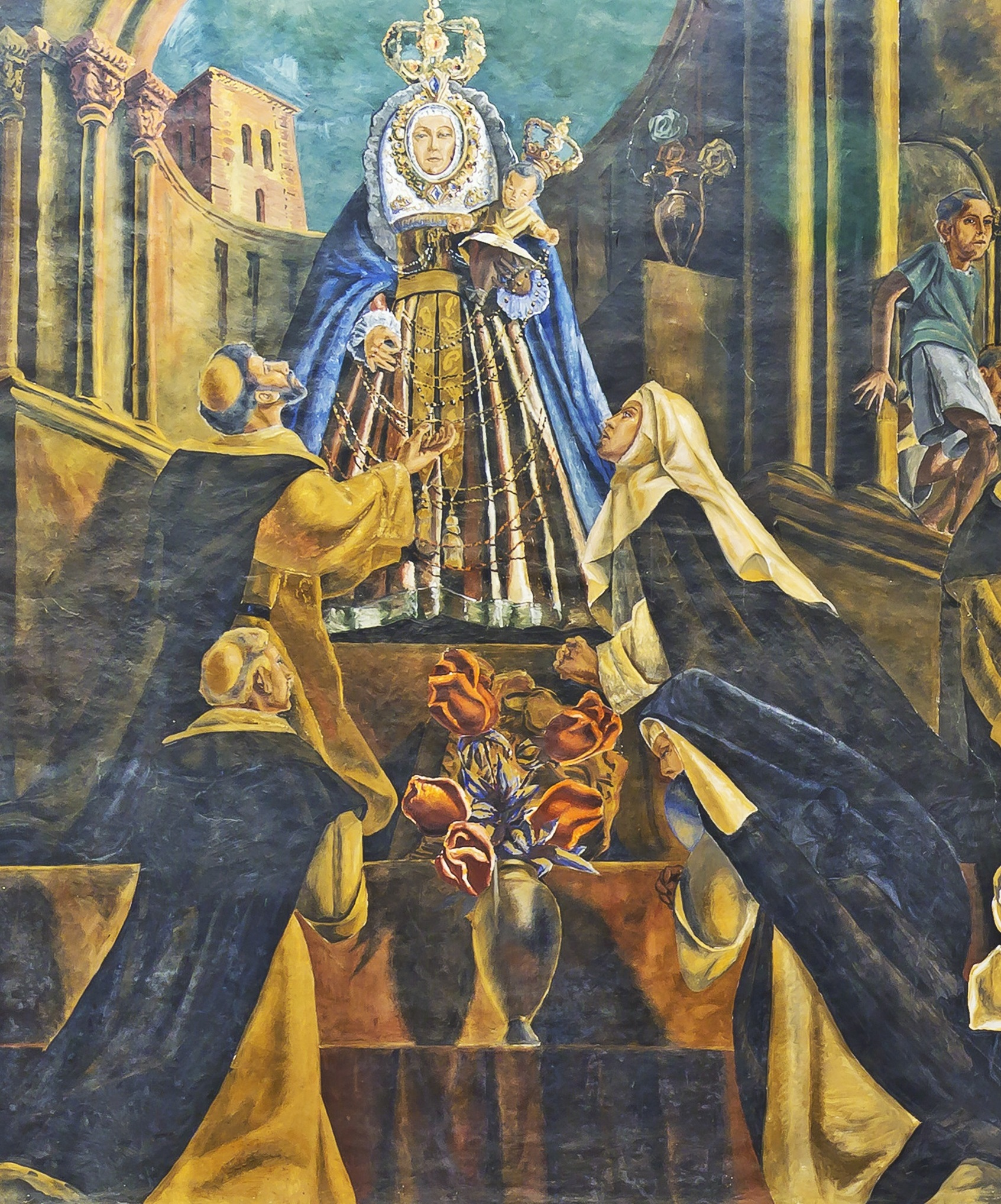
En este fresco aparece representada la Santísima Virgen entregando el Santo Rosario a Santo Domingo de Guzmán. En la escena también aparecen Fray Pedro de Santa María de Ulloa, Santa Catalina de Siena y la Siervita de Dios, Sor María de Jesús de León Delgado. El fresco se encuentra en la Iglesia de Santo Domingo de Guzmán en San Cristóbal de La Laguna (Tenerife, España).

Pedro de Santa María de Ulloa (Coirós, La Coruña, 1642 - Sevilla, 1690) fue un fraile Dominico español.
Fue misionero en América y España, donde fue propagador del rosario. Los últimos tres años de su vida los pasó en Sevilla dedicado exclusivamente a esta misma labor. A su muerte en el convento de San Pablo en Sevilla, el rezo del Rosario se afianzó, siendo el principio de los denominados Rosarios públicos.
Se cree que Pedro de Santa María de Ulloa, fue quién llevó a la isla de Tenerife la imagen de Nuestra Señora del Rosario de la ciudad de San Cristóbal de La Laguna, que es una de las imágenes más veneradas de la ciudad.